# Noctua lajonquierei
Noctua lajonquierei là một loài bướm đêm trong họ Noctuidae.